# Dark metal
Dark metal é um subgênero do heavy metal com origens estilísticas vindas do, black metal e doom metal. Sua origem remete ao primeiro álbum da banda alemã Bethlehem, intitulado Dark Metal.

## Definição
Apesar de alguns autores argumentarem que dark metal é um gênero do heavy metal, há uma ampla variedade de opiniões sobre quais elementos, estilos ou temas formam o o dark metal.
Robert Palmer, crítico de rock do New York Times, chama o metal com temas de terror e violência de "dark", usando as bandas  Megadeth, Anthrax, Slayer e Danzig como exemplos. Em seus livros, Robert Walser e Richard D. Barnet concordam que o dark metal é uma música orientada a cerca do oculto. Micah L. Issitt, Jeffrey Kaplan, Bryan Reesman, Joel MacIver e Chuck Eddy escreveram que o dark metal tem temas góticos.

## Características
Muitos escritores, incluindo Ian Christe, o jornalista musical Chuck Eddy, Sara Pendergast, Tom Pendergast, Natalie J Purcell, Brian Reesman, Jeff Wagner, and Steven Wilson, concordaram que há um tom de melancolia que distingue bandas de dark metal de seus contemporâneos. Esse tom é variadamente descrito como "beleza taciturna", "choco", "bonito e romântico", "triste e assombrador", "gótico" e "sombrio".

## Bandas do gênero
Algumas bandas que acabaram recebendo rótulo de dark metal são Bethlehem (que deu nome ao gênero com seu álbum de estreia chamado justamente Dark Metal, em 1994), Black Sabbath, Slayer, Megadeth, Alice in Chains, Anthrax, Judas Priest, Evergrey, Tool, Iron Maiden, Paradox, Kekal e Virgin Black.